# هاين بوله
هاين بوله (بالهولندية: Hein Boele)‏ هو ممثل هولندي، ولد في 24 نوفمبر 1939 في زفوله في هولندا.

## وصلات خارجية
- هاين بوله على موقع IMDb (الإنجليزية)
- هاين بوله على موقع قاعدة بيانات الفيلم (الإنجليزية)